# Ун-Ёхомъёган
Ун-Ёхомъёган (устар. Ун-Егом-Юган) — река в Шурышкарском районе Ямало-Ненецкого АО. Устье реки находится на 339-м км левого берега реки Куноват. Длина реки составляет 17 км.
В 12 км от устья, по правому берегу реки впадает река Сумтынгъюган

## Данные водного реестра
По данным государственного водного реестра России относится к Нижнеобскому бассейновому округу, водохозяйственный участок реки — Обь от впадения реки Северная Сосьва до города Салехард, речной подбассейн реки — бассейны притоков Оби ниже впадения Северной Сосьвы. Речной бассейн реки — (Нижняя) Обь от впадения Иртыша.